# Hardeggská vyhlídka

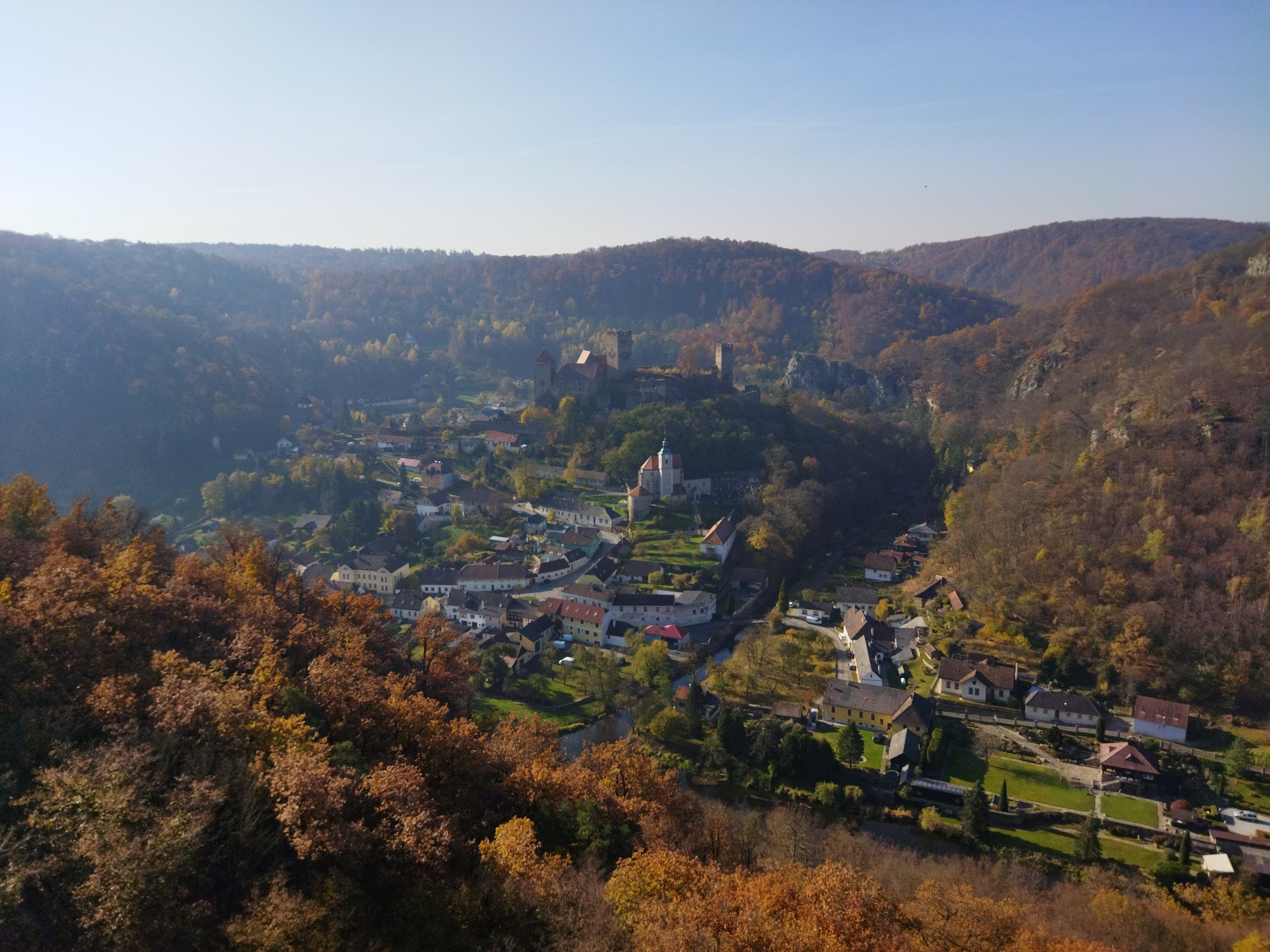
Výhled na Hardegg z hardeggské vyhlídky

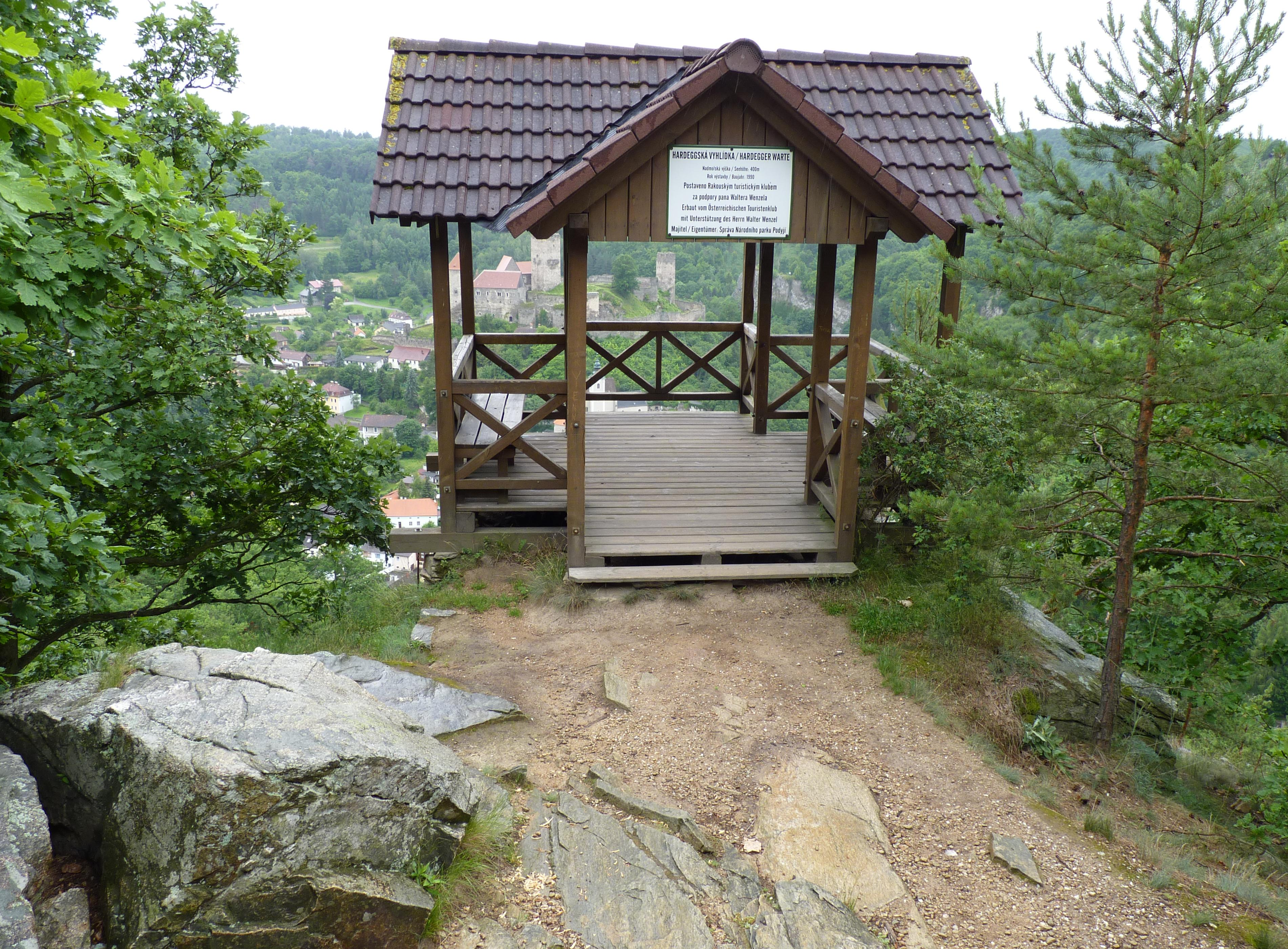
Altánek na hardeggské vyhlídce

Hardeggská vyhlídka (německy: Hardegger Warte) je vyhlídka v národním parku Podyjí. Je odtud vidět na údolí řeky Dyje, a také na rakouské město Hardegg (nejmenší město v Rakousku) s hradem Hardegg. Vyhlídka se nachází na velkém skalisku, které je vysoké 90 metrů. Na tomto skalisku se vyskytují některé chráněné druhy živočichů a rostlin. Vyhlídka se nachází na území Čížova, což je vesnice, která je součástí Horního Břečkova (okres Znojmo v Jihomoravském kraji). Na hardeggské vyhlídce se nachází také malý altánek.
Vyhlídka je přístupná po modré turistické stezce z Čížova nebo z Hardeggu.

## Historie
První altánek na místě této vyhlídky byl postaven v roce 1885. Vyhlídka se tehdy nazývala „Luitgardina vyhlídka“. Tento altánek ale později zpustnul a byl zničen. V období komunistického Československa byla vyhlídka nepřístupná. Nový altánek byl zrekonstruován v roce 1990 klubem rakouských turistů, a byl předán správě národního parku Podyjí.

## Galerie

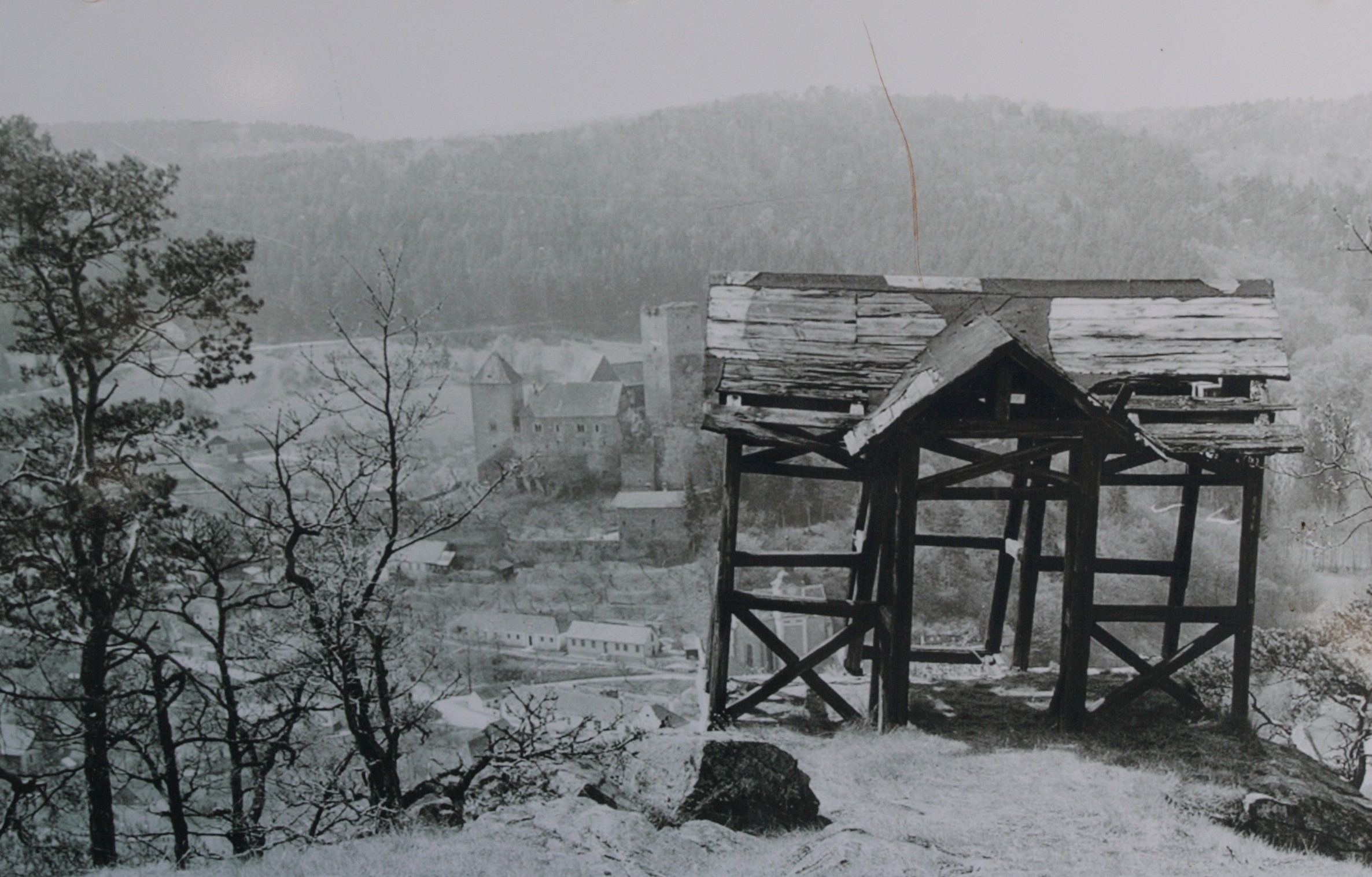
Původní starý altánek
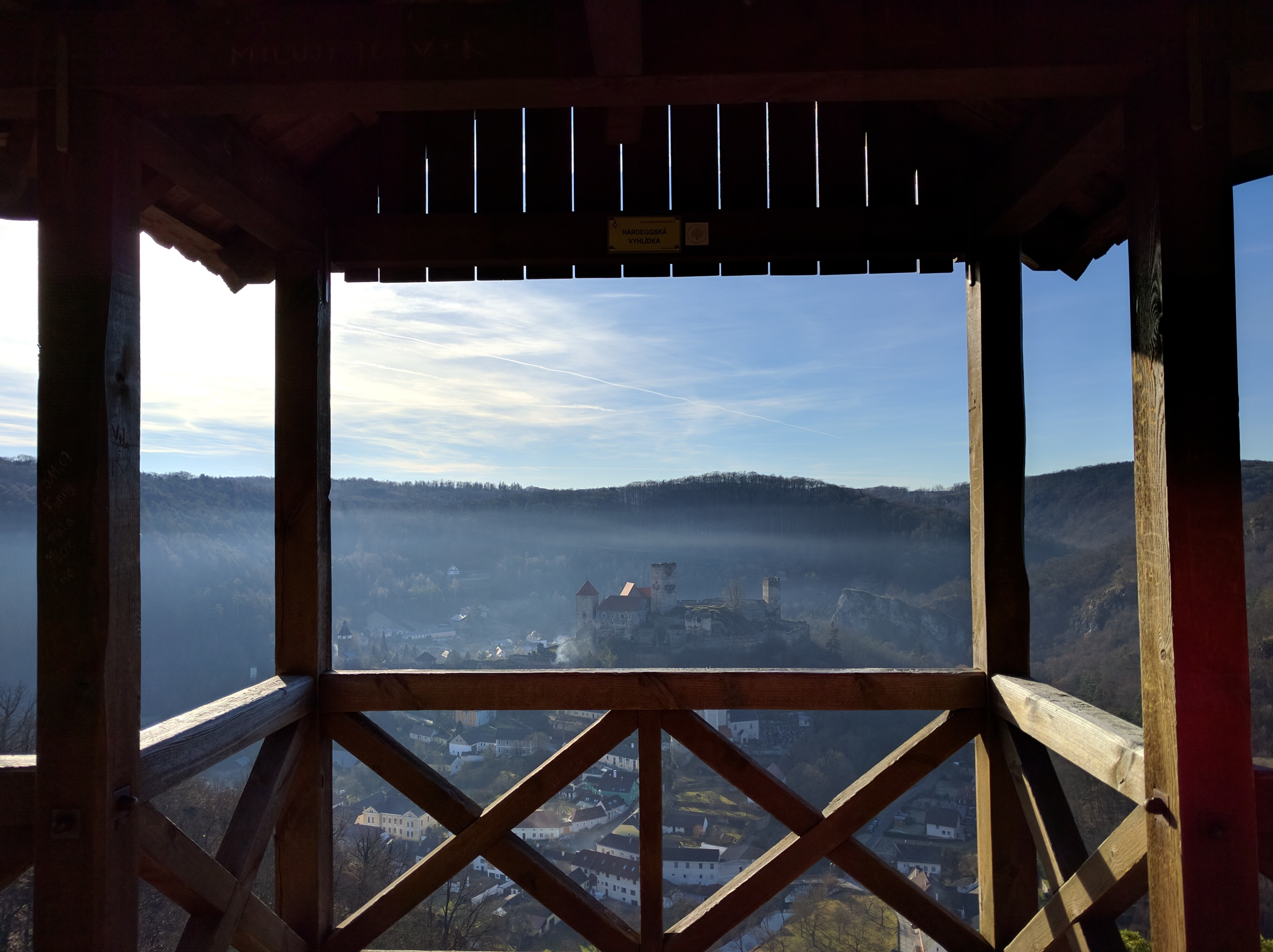
Výhled z altánku
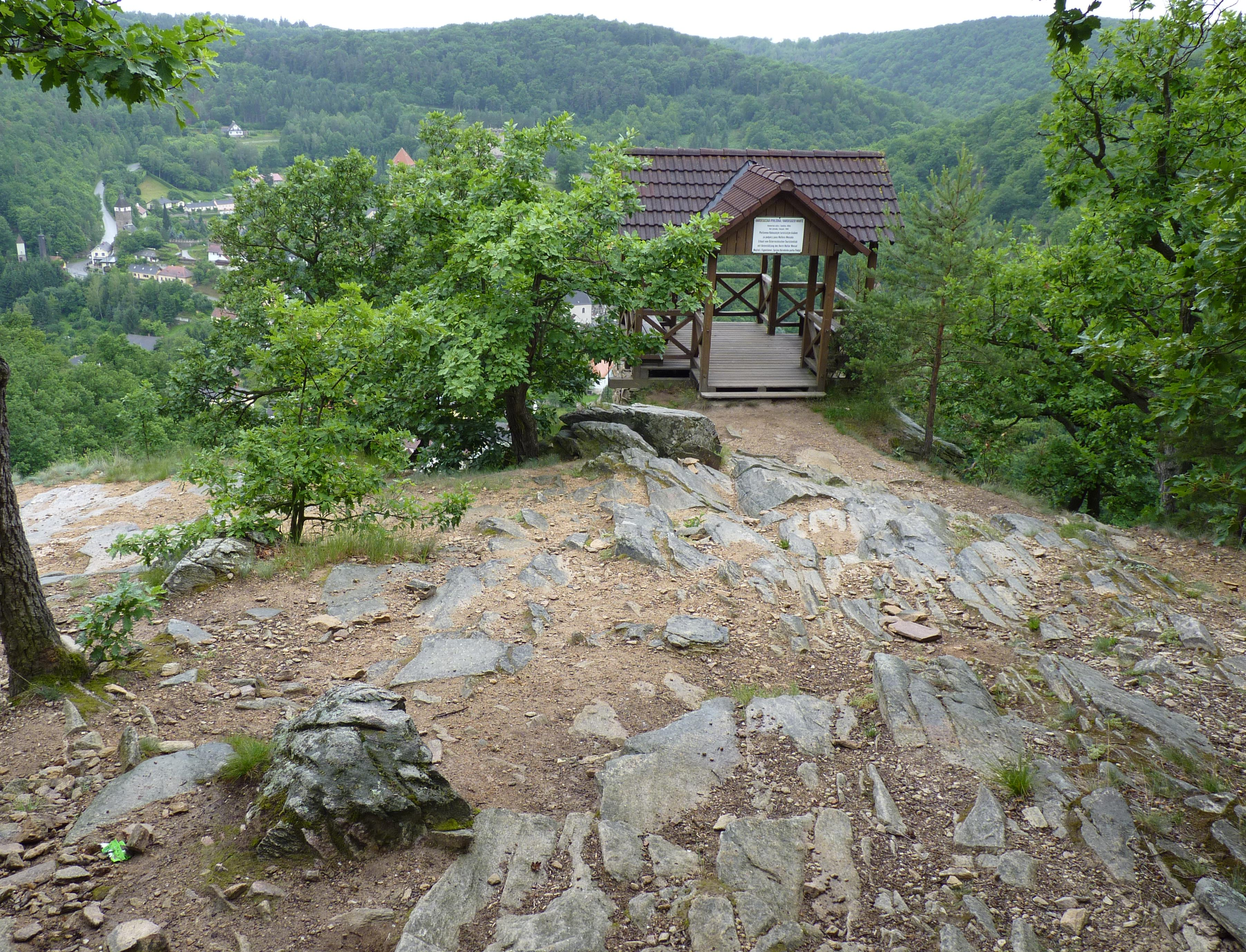
Altánek
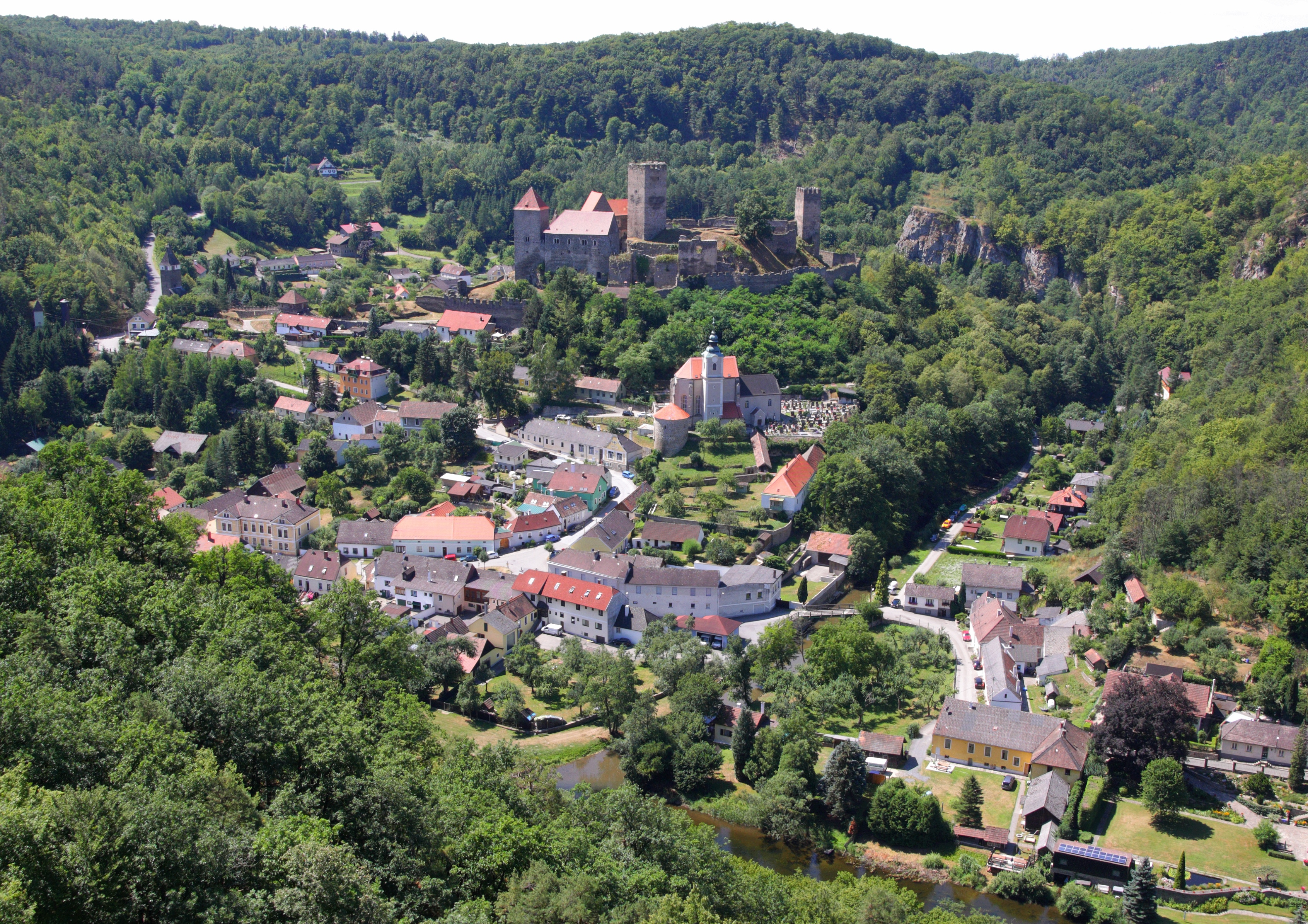
Výhled na město Hardegg